# River Cess County
River Cess County är en region i Liberia. Den ligger i den centrala delen av landet, 160 km öster om huvudstaden Monrovia. Antalet invånare är 72 000. Arean är 5 594 kvadratkilometer. Dess regionhuvudort är Cestos City.
Ursprungligen delades River Cess County in i distrikten Morweh District och Timbo District. Senare delas den i stället in i följande distrikt:
- Beawor District
- Central River Cess District
- Doedain District
- Fen River District
- Jo River District
- Norwein District,
- Sam Gbalor District
- Zarflahn District